# Onthophagus polyphemi
Onthophagus polyphemi är en skalbaggsart som beskrevs av Hubbard 1894. Onthophagus polyphemi ingår i släktet Onthophagus och familjen bladhorningar. Utöver nominatformen finns också underarten O. p. sparsisetosus.